# Les Treize Malles de monsieur O. F.
Pour plus de détails, voir Fiche technique et Distribution.
Les Treize Malles de monsieur O. F. (Die Koffer des Herrn O.F.) est un film allemand réalisé par Alexis Granowsky, sorti en 1931.

## Synopsis
Lorsque treize grosses valises arrivent dans un hôtel d'une petite ville, étiquetées comme appartenant à un mystérieux « O.F. », elles suscitent curiosité et spéculations. Des rumeurs commencent à se répandre comme une traînée de poudre selon lesquelles elles appartiendraient à un millionnaire. Bien que O.F. ne se présente pas, son arrivée anticipée est le catalyseur d'une série de changements dramatiques dans la ville.

## Fiche technique
- Titre original : Die Koffer des Herrn O.F.
- Titre français : Les Treize Malles de monsieur O. F.
- Réalisation : Alexis Granowsky
- Scénario : Alexis Granowsky, Hans Hömberg (en) et Léo Lania (en)
- Photographie : Heinrich Balasch et Reimar Kuntze
- Montage : Paul Falkenberg et Conrad von Molo
- Musique : Karol Rathaus et Kurt Schröder
- Pays d'origine : République de Weimar
- Format : Noir et blanc
- Genre : comédie
- Date de sortie : 1931

## Distribution
- Alfred Abel : le maire
- Peter Lorre : l'éditeur Stix
- Harald Paulsen (en) : le constructeur Stark
- Ludwig Stössel : l'hôtelier Brunn
- Hedy Lamarr : Helene, la fille du maire
- Margo Lion : Viola Volant
- Hertha von Walther : Jeans Frau
- Franz Weber (en) : Schneider Dorn
- Bernhard Goetzke : Professeur Smith
- Josefine Dora : Jeans Schwiegermutter
- Arthur Mainzer : le réalisateur
- Aribert Mog : l'assistant de Stark
- Eduard Rothauser (en) : le directeur d'agence de voyages
- Elsa Wagner : la secrétaire du directeur de l'agence de voyages
- Hans Hermann Schaufuß : Peter
- Franz Stein (en) : le professeur de chant
- Maria Forescu
- Ernst Behmer
- Ernst Busch
- Otto Waldis
- Fanny Schreck : la belle-mère de Dorns